# کوهیبا
کوهیبا (به انگلیسی: Cohiba) یک برند سیگار ایجاد شده در کوبا است؛ مالک فعلی این برند امپریال توباکو است. این برند در سال ۱۹۸۷ پایه‌گذاری گردید.